# Afplatting

Equatoriale straal a en polaire straal b van een afgeplatte sferoïde

De afplatting of ellipticiteit is de mate waarin de vorm van een sferoïde afwijkt van een bol. Het is een natuurkundige maat voor de mate waarin de afstand van de polen tot het middelpunt van een sferoïde, de polaire straal, korter is dan de afstand van de evenaar tot het middelpunt, de equatoriale straal.

## Eerste en tweede afplatting
De afplatting kan op verschillende manieren worden uitgedrukt. Meestal gebeurt dit op een van de onderstaande wijzen, die de eerste en tweede afplatting worden genoemd. Voor een zuivere bol zijn beide afplattingen gelijk aan 0.
De eerste of primaire afplatting, {\displaystyle f}, van een sferoïde is het relatieve verschil tussen de equatoriale straal {\displaystyle a} en de polaire straal {\displaystyle b}, en is gelijk aan de sinus versus van de hoekexcentriciteit {\displaystyle \alpha }:
{\displaystyle f={\frac {a-b}{a}}=1-\cos(\alpha )=\mathrm {sinver} (\alpha )=2\sin ^{2}\left({\frac {\alpha }{2}}\right)}
De tweede afplatting, {\displaystyle f'}, soms {\displaystyle n} genoemd, is de verhouding van het verschil en de som van de beide stralen, en is gelijk aan het kwadraat van de tangens van de halve hoekexcentriciteit:
{\displaystyle f'={\frac {a-b}{a+b}}={\frac {1-\cos(\alpha )}{1+\cos(\alpha )}}=\tan ^{2}\left({\frac {\alpha }{2}}\right)}

## Afplatting van roterende lichamen
Veel hemellichamen zijn afgeplat doordat zij roteren om een omwentelingsas. De (eerste) afplatting van de Aarde is bijvoorbeeld 1:298,25275. Het verschil tussen de polaire en equatoriale stralen van de Aarde is 21,385 km. Dat is zo weinig dat het vanuit de ruimte niet is te zien. Bij Jupiter (1:16) en Saturnus (1:10) kan de afplatting zelfs met een kleine telescoop worden gezien.
De grootte van de afplatting hangt af van de hoeksnelheid van rotatie, de dichtheid en elasticiteit van een lichaam.